# Jesse Jackson, Jr.
Pour les articles homonymes, voir Jackson et Jesse Jackson (homonymie).
Jesse Louis Jackson, Jr., né le 11 mars 1965 à Greenville (Caroline du Sud), est un homme politique américain, membre du Parti démocrate. Fils du militant afro-américain Jesse Jackson, il est élu en 1995 représentant du deuxième district de l'Illinois à la Chambre des représentants des États-Unis, avant de démissionner le 21 novembre 2012 à la suite d'un scandale.

## Biographie

### Enfance et études
Jesse Louis Jackson, Jr. est né le 11 mars 1965 à Greenville (Caroline du Sud), l'un des cinq enfants du couple Jesse et Jacqueline Jackson. En 1987, il obtient un Baccalauréat en sciences à Greensboro en Caroline du Nord. Son père Jesse Jackson est candidat aux primaires présidentielles du parti démocrate en 1984 et 1988. Durant ses études, il est arrêté lors d'une manifestation contre l'apartheid devant l'ambassade d'Afrique du Sud à Washington.

### Carrière politique
En 1995 alors qu'il n'a que 29 ans, il déclare sa candidature pour la Chambre des représentants des États-Unis à la suite de la démission du représentant sortant Mel Reynolds empêtré dans un scandale sexuel. Après avoir remporté les primaires avec près de onze points d'avance il est élu avec 74,2 % des voix sur son rival républicain Thomas Somer. Il est successivement réélu en 1996, 1998, 2000, 2002, 2004, 2006 et 2008 à chaque fois avec plus de 80 % des suffrages.
En 2010, il est réélu avec 80,52 % des voix. Réélu en novembre 2012 avec son plus faible score depuis qu'il siège au congrès, il démissionne deux semaines plus tard à la suite d'une enquête du FBI pour détournement de fonds.
Le 15 février 2013, il est inculpé pour avoir détourné plus de 750 000 dollars de son compte de campagne. Ce butin lui aurait permis de s'offrir une Rolex à plus de 43 000 dollars, des manteaux de fourrure, des opérations de chirurgie esthétique et des objets ayant appartenu à Michael Jackson. La démocrate Robin Kelly lui succède à la chambre des représentants le 10 avril 2013. Le 15 août, il est condamné à deux ans et demi de prison ferme et trois ans avec sursis ; il devra également rembourser l'argent détourné. Son épouse, condamnée pour complicité de fraude et fausses déclarations, devra purger un an de prison ferme, mais une fois que son mari aura achevé son incarcération : cette peine aménagée vise à ce que leurs enfants ne soient pas séparés de leurs deux parents en même temps.

## Opinions politiques
Bilan de ses votes par les différents lobbys du congrès, depuis son entrée en fonction :
| OnTheIssues - Pro-choice : 100 % - Pro-discrimination positive : 100 % - Pro-environnement : 100 % - Pro-indépendance énergétique : 100 % - Pro-sécurité social : 100 % - Pro-réhabilitation : 100 % - Droits des gays : 100 % - en faveur de la politique publique de santé : 100 % - en faveur de la paix et contre la guerre : 100 % - en faveur de la séparation de l'Église et de l'État : 100 % - en faveur de la taxation progressive : 100% - en faveur de la légalisation du Cannabis. - Défenseur des libertés civiles : 93 % - Défense de l'école publique : 92 % - Pro-commerce : 39 % - Pro-business : 17 % - en faveur de la politique d'immigration : 0 % - soutient le contrôle des armes à feu ("D" pour la NRA). |

En raison de ses votes, Jesse Jackson, Jr. est considéré par le site OnTheIssues comme un démocrate, libéral au sens américain du terme.

## Vie privée

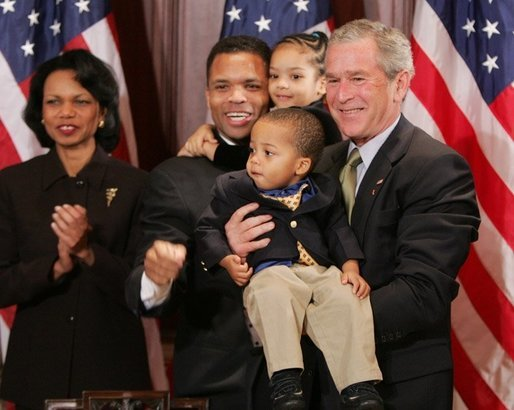
Jesse Jackson, Jr. avec le président George W. Bush et la secrétaire d'État Condoleeza Rice, le 1er décembre 2005.

Malgré leurs opinions politiques radicalement opposées, Jesse Jackson, Jr. entretient d'excellentes relations avec le président George Bush fils à l'instar de son père Jesse Jackson qui était également en très bons termes avec le président George Bush père[réf. nécessaire].
Sa femme Sandi fut par ailleurs membre du Conseil municipal de Chicago.